# Sonate pour piano no 14 de Beethoven
Pour les articles homonymes, voir Sonate pour piano (homonymie) et Clair de lune (homonymie).
La Sonate no 14 en do dièse mineur, opus 27 no 2 de Ludwig van Beethoven, surnommée « Sonate au Clair de lune », pour piano seul, en trois mouvements, est composée en 1801 et publiée en 1802 avec une dédicace à la comtesse Giulietta Guicciardi, son élève de piano de dix-sept ans dont le musicien semble avoir été amoureux. Comme sa jumelle la Sonate no 13, Beethoven l'intitule Sonata quasi una Fantasia per il Clavicembalo o Piano-Forte, mais pas tant pour traduire sa volonté de s'affranchir des structures formelles de la sonate classique, que pour le sentiment d'improvisation que suscite le célèbre premier mouvement, précurseur de la musique romantique du XIXe siècle.

## Histoire
La sonate fut composée par Ludwig van Beethoven entre les Première et Deuxième Symphonies, dans la période de crise morale que traversait Beethoven, qui prenait conscience de sa surdité débutante. Son succès fut considérable aussi bien auprès des critiques (qui parlèrent de « fantaisie d'une unité parfaite, inspirée par un sentiment nu, profond et intime, taillé d'un seul bloc de marbre ») que du public. Des années plus tard, alors qu'il composait des œuvres plus audacieuses encore, Beethoven s'irrita du succès de cette sonate qu'il estimait moins bonne que d'autres. La comparant à la Sonate pour piano no 24 en fa dièse majeur qu'il venait d'achever, il déclara ainsi vers 1810 à son ami Czerny : « On parle toujours de la sonate en do dièse mineur, j'ai pourtant écrit mieux que cela, ainsi la sonate en fa dièse majeur est autre chose. »

### L'appellation «Clair de lune»
Appelée « Sonate de la tonnelle » du vivant de Beethoven, le surnom « Clair de lune », sous lequel elle est largement connue aujourd'hui, lui fut donné par le poète allemand Ludwig Rellstab en 1832, soit cinq ans après la mort de Beethoven. Rellstab voyait dans le premier mouvement de cette sonate l'évocation d'une « barque au clair de lune sur le Lac des Quatre-Cantons ».
La réalité est toutefois différente puisque le premier mouvement décrit une marche funèbre et que la sonate fut cataloguée comme musique de deuil ; son jeu par Beethoven évoquait, d'après ses assistants, des fantômes traînant leurs chaînes dans un château. Ces erreurs d'appréciation sont en grande partie dues à un jeu biaisé de la plupart des interprètes dans le but de répondre aux goûts du public[réf. nécessaire].

### Comme une improvisation
Selon le musicologue Jean Chantavoine, la dénomination quasi una fantasia traduit l'idée d'une improvisation (fantasieren signifie « imaginer », « improviser »).
Le violoniste Karl Holz (en) aurait reçu comme confidence de Beethoven que le premier mouvement de la sonate fut improvisé auprès du cadavre d'un ami. Mais de quel ami s'agirait-il ?

## Structure
La sonate comprend trois mouvements et son exécution dure un peu moins de quinze minutes :
1. Adagio sostenuto, en ut dièse mineur, à , 69 mesures[8] ;
2. Allegretto, en ré bémol majeur, à 
, 60 mesures[8] ;
3. Presto agitato, en ut dièse mineur, à , 200 mesures[8].

La dénomination quasi una fantasia n'est pas tant par rapport à la structure habituelle d'une sonate classique (débuter par un mouvement lent n'est pas exceptionnel à cette époque), ni par la variation des tempos ou des tonalités. Elle est plutôt liée au sentiment d'improvisation que suscite le premier mouvement dont le chant, selon André Boucourechliev, « s'épanouit librement, tour à tour à la surface ou dans les profondeurs de la trame musicale ». Le dernier mouvement est lui aussi empreint de liberté et « d'une improvisation alliant la plus grande rigueur à la véhémence de l'expression. »

### I. Adagio sostenuto
Le premier mouvement, sorte de marche funèbre intime, est construit sur une basse octaviée à la main gauche et des accords de trois sons arpégés à la main droite. Progressivement une ligne mélodique s'ajoute à la main droite, parfois en contrepoint de la main gauche — mélodie qu'Hector Berlioz qualifiera de « lamentation ». Tout le morceau doit être joué entre piano et pianissimo, selon les indications du compositeur. Le mouvement se termine par l'exposition du thème à la main gauche et un decrescendo qui laisse la musique mourir dans les accords finaux de do dièse mineur.
La partition originale indique que le premier mouvement doit être interprété avec la pédale « forte » enfoncée tout du long. L'effet de cette pédale n'étant pas identique sur les pianos modernes, le jeu doit en être adapté. Le caractère d'ostinato de la main droite, le tempo lent, les harmonies sombres donnent au morceau une coloration lugubre et très émotive. De nombreux auditeurs ont ainsi été fortement marqués par ce morceau. Berlioz en dit : « C’est l'un de ces poèmes que le langage humain ne sait pas comment qualifier ».
Ce mouvement est évoqué par Liszt dans ses Pensées des morts, pièce des Harmonies poétiques et religieuses.

### II. Allegretto
Le deuxième mouvement est marqué « attaca subito », c'est-à-dire qu'il faut le commencer soudainement à la fin du premier. L'effet recherché est un effet de contraste : si le premier mouvement était lent, et lugubre, le deuxième au contraire est marqué Allegretto, et se trouve dans la tonalité de ré bémol majeur, c'est-à-dire l'enharmonique de do dièse mineur. Avec humour, le mouvement fait alterner joyeusement legato et staccato, noires et blanches, soupirs… L'utilisation des octaves et des sforzandos dans le trio montre bien ce côté joyeux de la musique. Franz Liszt dira même de ce mouvement que c'est « une fleur entre deux abîmes. »

### III. Presto agitato
Tandis que le deuxième mouvement marquait une pause, une bouffée d'air frais après la douleur sourde du premier mouvement, le troisième mouvement est caractérisé tout d'abord par un retour à la sombre tonalité de do dièse mineur et un tempo très tendu : Presto agitato. Ce mouvement est en outre le plus long et le plus difficile techniquement de la sonate, reflétant une expérimentation que Beethoven a déjà faite dans la sonate op. 27 no 1, de placer le mouvement le plus important en dernière place.
L'écriture très pianistique fait un usage puissant des arpèges, des sforzandos et des octaves qui donnent le sentiment d'une musique extrêmement puissante et même violente. L'utilisation des basses d'Alberti et des octaves brisées[Quoi ?] contribuent également à donner à ce mouvement le caractère passionné d'une tornade.
La parenté thématique avec le premier mouvement est donnée par les mêmes accords brisés des trois premières notes de l'arpège sol–do–mi.
Ce troisième mouvement a été une source d'inspiration pour la Fantaisie-Impromptu, également écrite en do dièse mineur, de Chopin, qui a utilisé la même relation entre les tonalités que dans la sonate, et a repris l'utilisation des basses d'Alberti et des arpèges pour les première et troisième parties de l'œuvre.

## Mention dans la littérature
- « Il ne faudra aucune lumière et qu'il joue la sonate Clair de lune dans l'obscurité pour mieux voir s'éclairer les choses »[14] (Proust, Du côté de chez Swann, propos des Verdurin)
- Détective Conan, manga de Gōshō Aoyama, tome 7, dossiers 2 à 8, où une série de crimes se commet autour de la sonate au Clair de Lune (affaire adaptée dans l'épisode 11 de la première saison de l'animation éponyme sous le titre Sonate pour crime au clair de lune).
- Des diables et des saints, roman de Jean-Baptiste Andrea dans les premières pages et aussi en prologue extrait de la partition adagio sostenuto.

## Au cinéma, musique de film
- 1956 : Symphonie inachevée, de Glauco Pellegrini, scène imaginaire où Schubert écoute Beethoven interpréter la Sonate au clair de lune, la nuit, dans le parc de sa demeure.
- 1994 : Ludwig van B., de Bernard Rose, 1er mouvement interprété par Beethoven[15].
- 1995 : The Genius of Beethoven, d'Ursula Macfarlane, 3e mouvement interprété par Beethoven[16],[17].
- 2002 : Le Pianiste, de Roman Polanski.